# Vic-le-Comte
Vic-le-Comte – miejscowość i gmina we Francji, w regionie Owernia-Rodan-Alpy, w departamencie Puy-de-Dôme.
Według danych na rok 1990 gminę zamieszkiwało 4155 osób, a gęstość zaludnienia wynosiła 230 osób/km² (wśród 1310 gmin Owernii Vic-le-Comte plasuje się na 46. miejscu pod względem liczby ludności, natomiast pod względem powierzchni na miejscu 518.).